# Nicklas Norrby
Nicklas Henrik Norrby, född 1975, är en mediesäljare som sedan 2019 är vd för Discovery Networks Sweden.
Norrby kom till TV4-gruppen år 2006 för att arbeta med reklamförsäljning. År 2010 mottog han företaget Mindshares utmärkelse "Årets mediesäljare". År 2011 blev han försäljningschef för TV4 Digitala medier. Från 2014 var han en av tre försäljningschefer på TV4. År 2015 blev han chef för Bonnier koncerngemensamma videoreklamplattform Woo.
År 2017 integrerades Woo i TV4:s organisation och Norrby lämnade företaget. I november 2017 blev han försäljningsdirektör på Discovery Networks Sweden. Den 1 juli 2019 blev han vd för Discovery Networks Sweden, i samband med att tidigare vd:n Henriette Zeuchner lämnade företaget. Hösten 2020 samordnades Discoverys nordiska verksamhet och de landsspecifika vd:arna avskaffades. I samband med detta blev Norrby chef för hela Discovery i hela Norden. Samtidigt blev hand även en del av ledningen för Discovery EMEA. I januari 2021 meddelades det att Norrby skulle lämna Discovery.
Norrby gifte sig 2011 med programledaren Caroline Kull.